# Марченко Олексій Володимирович
Олексі́й Володи́мирович Ма́рченко (нар. 15 серпня 1975 — пом. 20 січня 2015) — сержант Збройних сил України, учасник російсько-української війни.

## Життєпис
Народився в Оболонському районі м. Києва.
1992 року закінчив загальноосвітню школу № 9 м. Києва.
1993—1995 р. строкова служба ВЧ А1903. Присвоєно звання сержант.
2000 р. закінчив Бердянський інститут підприємництва за спеціальністю менеджмент організацій. Правове забезпечення підприємницької діяльності.
Після закінчення інституту проживав в місті Києві, займався підприємницькою діяльністю. Був душею компанії, гарно співав, грав на гітарі. Його дуже поважали друзі.
22 серпня 2014р був мобілізований Оболонським військовим комісаріатом м. Києва. 19 січня 2015 року був в групі десантників 81-ой окремої аеромобільної бригади, які добровільно визвалися брати учать в деблокуванні захисників Донецького аеропорту та знаходились в оточенні. Група висунулась в район нового терміналу Донецького аеропорту на легко броньованій техніці в умовах поганої видимості. Під час прямування до нового терміналу Донецького аеропорту потрапили в засідку та прийняли бій. Під час бою з групи сержанта Олексія Марченко ніхто в полон не здався, вели бій до останнього. Сам Олексій до останнього намагався врятувати поранених товаришів та героїчно загинув в бою.
Визначити тіло загиблого Олексія змогли тільки згідно експертизи ДНК.
15 серпня 2015 року Олексій був похований в м. Києві, на Лук'янівському військовому кладовищі. В травні 2016 року були поховані рештки нижніх кінцівок.
Залишилось двоє дітей, дружина, батьки, яким дуже не вистачає Олексія.

## Нагороди та вшанування
- Указом Президента України № 9/2016 від 16 січня 2016 року, «за особисту мужність і високий професіоналізм, виявлені у захисті державного суверенітету та територіальної цілісності України, вірність військовій присязі», нагороджений орденом «За мужність» III ступеня (посмертно)[1].
- Нагороджений нагрудним знаком «За оборону Донецького аеропорту» (посмертно).
- Нагороджений пам'ятним нагрудним знаком м. Києва «Герой Киянин» (посмертно).
- Нагороджений медаллю «За участь в бою» (посмертно).
- Нагороджений медаллю медаллю «Ніхто крім нас» (посмертно).
- Нагороджений нагрудним знаком «За Україну. За її волю» (посмертно).
- Вшановується в меморіальному комплексі «Зала пам'яті», в щоденному ранковому церемоніалі 20 січня[2][3].